# Сосна калабрийская
Сосна́ калабри́йская, или туре́цкая (лат. Pinus brutia) — евроазиатский вид растений рода Сосна (Pinus) семейства Сосновые (Pinaceae).

## Ботаническое описание

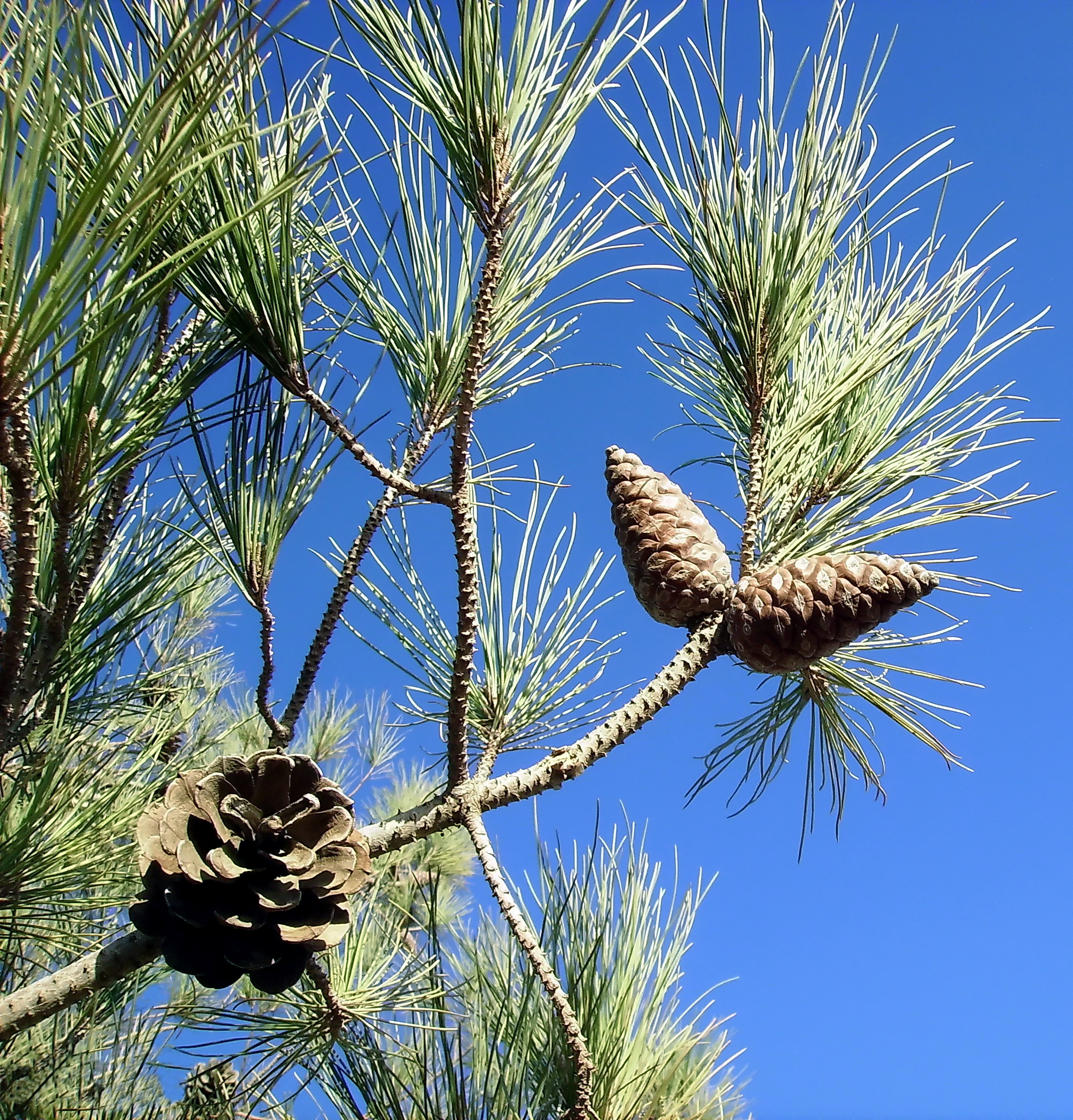
Ветвь с шишками

Сосна калабрийская — дерево с открытой кроной, достигающее 25—35 м в высоту. Кора в нижней части ствола толсточешуйчатая, красно-коричневая, выше — красно-оранжевая, тонкая, хлопьевидно растрескивающаяся.
Почки узкояйцевидные, с красно-коричневыми чешуйками, покрытые беловатым опушением. Хвоя сохраняется на протяжении 2—4 лет. Хвоинки в пучках по 2, достигают 10—18 см в длину, сначала серо-зелёные, затем ярко-зелёные или жёлто-зелёные, с зазубренными краями.
Женские стробилы симметричные, ширококонические, до 12 см длиной и до 5 см шириной, зелёные, через 2 года становящиеся красно-коричневыми и, в тот же год или ещё через 1—2 года, раскрывающиеся до 5—8 см. Чешуйки очень жёсткие, широкие, деревянистые.
Семена серо-коричневого цвета, 7—8×5 мм, с широким жёлто-коричневым крылом.

## Ареал
Типовая разновидность сосны калабрийской распространена от юга Балканского полуострова на севере до Ливана на юге. Ареал сосны эльдарской (P. brutia var. eldarica) простирается от Закавказья до Ирана. Сосна калабрийская pendulifolia известна только с территории ила Мугла на юго-западе Турции. Сосна пицундская (P. brutia var. pityusa) распространена на Кавказе. В Крыму известна как Сосна Станкевича.

## Таксономия

### Синонимы
- Pinus halepensis subsp. brutia (Ten.) Holmboe, 1914
- Pinus halepensis var. brutia (Ten.) A.Henry, 1910
- Pinus persica Fox-Strangw., 1839

### Разновидности
- Pinus brutia Ten. var. brutia
- Pinus brutia var. eldarica (Medw.) Silba, 1985 — Сосна эльдарская
- Pinus brutia var. pendulifolia Frankis, 1993
- Pinus brutia var. pityusa (Steven) Silba, 1985 — Сосна пицундская
- Pinus brutia var. stankewiczii (Sukaczev) Frankis — Сосна Станкевича